# Aldo Favini
Aldo Favini (Varallo Pombia, 4 agosto 1916 – Milano, 4 settembre 2013) è stato un ingegnere italiano.

## Biografia
Nato a Varallo Pombia (NO) da Giuseppe Favini, imprenditore edile specializzato in cementi armati, e da Maria Meloni di Pombia.
Nel 1930 inizia la sua formazione presso la scuola per periti edili di Roma. Ha come insegnanti Mario Ridolfi e Vittorio Serao, che lo coinvolgono, ad un mese dal completamento degli studi, come collaboratore al progetto di concorso per il ponte sul Tevere al Foro Mussolini.
Nel 1937 si iscrive alla facoltà di Ingegneria Civile-Edile presso l’Università di Roma. Il 12 luglio del 1942 si laurea, presentando la tesi di laurea su un progetto di un ponte tipo “Risorgimento” sul Tevere.
Due giorni dopo la laurea viene chiamato alle armi prestando servizio come sottotenente di artiglieria. Nello stesso anno, mentre è in servizio supera l’esame di stato presso l’Università di Bologna.
Nel settembre del 1943 riesce a passare il confine e viene internato in Svizzera. Un mese dopo inizia il suo percorso di docenza a Mürren, tenendo le prime lezioni di scienza delle costruzioni per gli studenti universitari internati. Poco dopo incontra Gustavo Colonnetti che lo nomina assistente alla propria cattedra del Campo Universitario Italiano presso il Politecnico di Losanna, dove svolgerà attività didattica in Scienza delle Costruzioni insieme a Franco Levi. A Losanna incontra anche Ernesto Nathan Rogers, Vito Latis, Angelo Mangiarotti, Vico Magistretti, Alberto Rosselli e Silvano Zorzi.
Nel 1945 il Rettore prof. Stucchi lo trasferisce al politecnico di Zurigo e viene aggregato al campo polacco di Winterthur dove svolge ricerche sulle volte sottili. Nel mese di luglio rientra a Roma, e nell’ottobre dello stesso anno si trasferisce a Milano dove inizia una collaborazione con l’impresa di costruzioni Mario Tamburini, per cui ricoprirà il ruolo di Direttore Tecnico con mansioni di progettista e direttore dei lavori fino al 1956. Mentre lavora presso l’impresa di costruzioni, pubblica il suo primo articolo nel 1946 sulle volte sottili “Calcolo di una volta sottile a forma di conoide” e nel 1950 su consiglio di Gustavo Colonnetti, si reca in Francia con Silvano Zorzi per conoscere l’ingegnere francese Eugene Freyssinet, incontra invece l’ingegnere Bernarde Laffaille. Nel 1951 brevetta un sistema di ancoraggio per cavi in cemento armato precompresso, denominato “sistema favini”.
Terminata l’esperienza presso l’azienda di costruzioni, sempre a Milano nel 1956 inizia l’attività professionale in proprio. L’opera progettuale sarà incentrata sul campo delle strutture in cemento armato precompresso.
Muore nel 2013 a Milano all’età di 97 anni.

## Opere
- Stazione di servizio Carburanti, Sesto San Giovanni (MI), 1949 (demolito)
- Mensa pensionato Università Bocconi (progetto architettonico di Giovanni Muzio), Milano, 1955
- Deposito San Pellegrino, Milano, 1955
- Torre per Uffici (progetto architettonico Angelo Mangiarotti e Bruno Morassutti), Genova, 1955
- Stabilimento Silvestri, Dormelletto (NO), 1956
- Chiesa di Nostra Signora della Misericordia[1] (progetto architettonico Angelo Mangiarotti e Bruno Morassutti), Baranzate di Bollate (MI), 1956
- Chiesa parrocchiale (progetto architettonico Mario Olivieri e Marcello Nizzoli), Canton Vesco, Ivrea, 1958
- Stabilimento Morassutti (progetto architettonico Angelo Mangiarotti e Bruno Morassutti), Padova, 1959 (demolito)
- Casa a tre cilindri (progetto architettonico Angelo Mangiarotti e Bruno Morassutti), Via Gavirate 27 (MI),1960
- Stabilmente Fimi (progetto architettonico Carlo Rusconi Clerici), Rescaldina (MI), 1961
- Stabilimento Perugina (progetto architettonico Carlo Rusconi Clerici), Perugia, 1961
- Aula magna (progetto architettonico Giovanni Muzio e Lorenzo Muzio), biblioteca Università Bocconi (MI), 1962 (non costruito)
- Stabilimento birra Poretti (progetto architettonico Angelo Mangiarotti), Magazzino, Mestre (VE), 1962
- Stabilimento Aperol (progetto architettonico Morassutti e Associati: Bruno Morassuti, Gabriella Benevento, Giovanna Gussoni, Mario Memoli), Padova, 1963/1970 (non costruito)
- Edificio d'abitazione (progetto architettonico Bruno Morassutti), Termini di Sorrento (SA), 1964
- Stabilimento Franchi, autorimessa, Borgosesia (NO), 1965
- Ponte canale Milano-Cremona-Po, 1965 (non costruito)
- Ponte sul fiume Entella, 1966 (non costruito)
- Centro operativo Gondrand, Pioltello (MI), 1968
- Nuova Stazione FFSS, Pescara, 1968 (non costruito)
- Stabilimento Max Market (progetto architettonico Giorgio Pugliese), Trezzano sul Naviglio (MI), 1969
- Centro di istruzione IBM (progetto architettonico Morassutti e Associati: Bruno Morassuti, Gabriella Benevento, Giovanna Gussoni, Mario Memoli), Novendrate (CO), 1973
- Stabilimento Kodak (progetto architettonico Gigi Ghò), Caserta, 1974
- Ponte stazione Bovisa-Vittoria (MI), 1983 (non costruito)
- Serbatoi di Cabras e Norbello (OR), 1986
- Terme Etrusche di Musignano (VT) (progetto architettonico Paolo Portoghesi), 1993

## Brevetti
- Sistema di precompressione Favini, 1951. Brevetto d'invenzione n.482296 del 18/12/1951. Attrezzatura per strutture precompresse.[2]
- AL.FA trave. Brevetto d'invenzione n.527929 del 08/06/1955. Elemento a trave di sostegno a luce variabile per messa in opera, armatura e getto di solai in latero-cemento in profili di ferro saldato[3]